# Svatobořice-Mistřín
Svatobořice-Mistřín (tyska: Swatoborschitz-Mistersing) är en by och en kommun i Tjeckien. Den ligger i regionen Södra Mähren, i den östra delen av landet. Svatobořice-Mistřín ligger 193 meter över havet och antalet invånare är 3 564.